# 維爾格勒根別墅

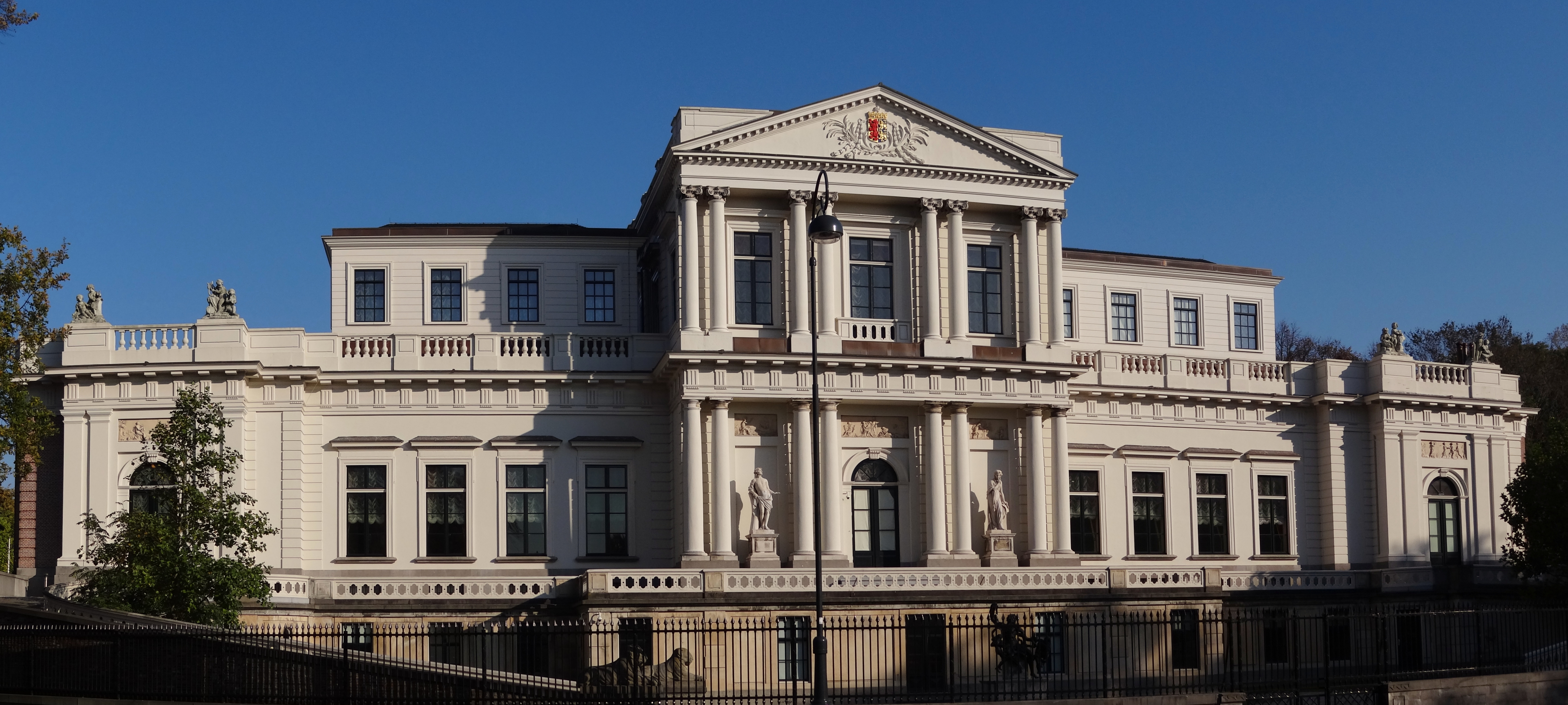
維爾格勒根別墅

維爾格勒根別墅（Villa Welgelegen）是位於荷蘭城市哈勒姆的一座歷史建築，現在這裡設有北荷蘭省的行政辦公室。

## 历史
維爾格勒根別墅是荷蘭少見的新古典主義建築的典範之作，修建於1785年至1789年之間。